# 吸血鬼ドラキュラ神戸に現わる
『吸血鬼ドラキュラ神戸に現わる』（きゅうけつきドラキュラこうべにあらわる）は、1979年にテレビ朝日系「土曜ワイド劇場」で放送されたテレビドラマ。主演は岡田真澄と岸本加世子。

## キャスト
- ドラキュラ - 岡田真澄
- 絵里子 - 岸本加世子
- 光郎（カメラマン・絵里子の婚約者） - にしきのあきら
- 荒田（刑事） - 桑山正一
- 泰子（雑貨店店主） - 北林早苗
- 志村（医者） - 田口計
- 黒木 - 城所英夫
- 島崎 - 林彰太郎
- 石田久美、白川浩二郎、白井滋郎、大城泰、宮城幸生、笹木俊志、有島淳平、波多野博、島田秀雄、森源太郎、藤沢徹夫、司裕介、畑中伶一、富永佳代子、徳永真由美

## スタッフ
- 原案・監督 - 佐藤肇
- 脚本 - 大原清秀
- 音楽 - 中村克巳
- プロデューサー - 齋藤頼照、中曽根千治、篠塚正秀、西村大介
- 制作 - 朝日放送テレビ、東映